# Vojišnica
Vojišnica is een plaats in de gemeente Vojnić in de Kroatische provincie Karlovac. De plaats telt 565 inwoners (2001).